# Isle (folyó)
Az Isle folyó Franciaország területén, a Dordogne jobb oldali mellékfolyója.

## Földrajzi adatok
A Millevaches-fennsíkon ered és Libourne-nál torkollik a Dordogne-ba. Hossza 255,3 km, közepes vízhozama 63,1 m³ másodpercenként. A vízgyűjtő terület nagysága 7 510 km².
Mellékfolyói az Auvézère, Vern, Beauronne, Crempse, Duche és a Dronne.

## Megyék és városok a folyó mentén
- Haute-Vienne : Le Chalard
- Dordogne : Périgueux, Mussidan
- Gironde : Libourne